# Tokijska deklaracija
Tokijska deklaracija, uradno Tokijska deklaracija o mučenju, grozodejstvih in drugih nečloveških dejanjih, je dokument Svetovnega zdravniškega združenja, v katerem so opisana stališča SZZ glede zdravnikovega sodelovanja pri mučenju in trpinčenju zapornikov, ujetnikov in drugih ljudi, od katerih se z izsiljevanjem poskuša doseči izpovedi, ki bi lahko bile koristne v politične in druge namene. Deklaracija je bila sprejeta na 29. skupščini SZZ leta 1975 v Tokiu. Nastala je kot odgovor na zaskrbljujoč trend rasti primerov mučenja in nečloveškega ravnanja z zaporniki in ujetniki širom sveta. Osnovni motiv, ki predstavlja temelj besedila, izhaja iz zdravnikovega primarnega poslanstva – humanizma. Slednjemu se je zdravnik brezpogojno zavezal do konca življenja. Deklaracija predstavlja izjemen prispevek k svetovni zdravniški moralno-etični usmerjenosti in odgovornosti zdravništva v obdobju temeljnega spreminjanja sodobnega sveta. Spoštovanje določil deklaracije je v skladu z 61. členom Kodeksa medicinske deontologije Slovenije obvezno za vse slovenske zdravnike.

## Zgradba in vsebina
Deklaracija je sestavljena iz šestih členov. Slednji zdravniku odločno prepovedujejo tako sodelovanje kot tudi nudenje pomoči v smislu materialnih sredstev za mučenje ljudi. Deklaracija zdravniku nalaga dolžnost, da lajša stisko ljudi. V 5. členu poudarja pomen zdravnikove vloge pri gladovnih stavkah, ko mora po svoji vesti in znanju spremljati stavkajočega in ga opozarjati na škodo, ki jo bo utrpel zaradi svojega ravnanja. Če zdravnik presodi, da lahko stavkajoči neodvisno in razumno presodi o posledicah odklanjanja hrane, ne sme zahtevati umetnega hranjenja. V zadnjem členu SZZ zagotavlja pravno pomoč za zdravnika, ki bi se zaradi odklonitve sodelovanja pri mučenju znašel pod pritiskom groženj. Pravno pomoč po potrebi zagotovi tudi zdravnikovim družinskim članom.

## Razprava
V postopku sprejemanja na 29. skupščini SZZ so razpravljavci izrazili skrb, da bi zdravniki zaradi svojega znanja lahko postali nevarno orodje za zlorabo na najrazličnejših ravneh. Kot razlog za zaskrbljenost so navajali sodelovanje zdravnikov pri interniranju političnih oporečnikov v psihiatrične ustanove ter pomoč pri zasliševanju in mučenju zapornikov. Razpravljavci so svojo zaskrbljenost imenovali bojazen pred povampirjeno medicino.